# Nathalie Baye
Nathalie Baye (Mainneville, 1948. július 6. –) négyszeres César-díjas francia színésznő. Miou-Miou, Isabelle Huppert és Isabelle Adjani mellett meghatározta az 1970-es és 80-as évek francia moziját.

## Élete és pályafutása
Baye Mainneville-ben született festőművészek gyermekeként. Tizennégy évesen otthagyta az iskolát, és tánciskolába iratkozott Monacóban. Tizenhét évesen az Egyesült Államokba utazott, hogy orosz balettet tanuljon. Mikor visszatért Franciaországba, drámát tanult először a René Simon Színművészeti Iskolán, majd a Párizsi Konzervatóriumban. Baye 1972-ben megkapta első filmes szerepét a Faustine et le bel été-ben, ahol a szintén kezdő Isabelle Adjani és Isabelle Huppert mellett alakított. A következő években mellékszereplőként bukkant fel, mint az Amerikai éjszaka (1973), 1978-ban azonban hozzájutott első főszerepéhez a La chambre verte című filmben.
Baye karrierje az 1980-as években indult be igazán, mikor három César-díj birtokosa lett. Két filmjéért nyerte el a legjobb női mellékszereplőnek járó díjat: Sauve qui peut (la vie) (1980) és az Une étrange affaire (1981). 1982-ben Gérard Depardieu mellett volt látható a Martin Guerre visszatér című történelmi filmben. 1983-ban a legjobb színésznőnek járó díjat érdemelte ki A besúgó című bűnügyi filmért. 1984-ben Alain Delon párja volt A mi történetünk című szürrealista filmben. 1985-ben ismét játszott egy bűnügyi filmben, a Détective-ben Johnny Hallyday zenész oldalán, aki 1986-ig Baye párja volt. Hallydaytől egy lánya született, Laura Smet.
Az 1990-es években Baye komolyabb és összetettebb szerepeket vállalt, mint a Si je t'aime, prends garde à toi (1998), a Vénusz szépségszalon (1999) vagy a Pornográf viszony (1999), amiért a Velencei Nemzetközi Filmfesztiválon Volpi Kupát nyert. Nemzetközi ismertségét is példázza, hogy 2002-ben egy rövid szerepet kapott Steven Spielberg Kapj el, ha tudsz című életrajzi filmjében, aminek főszereplője Leonardo DiCaprio volt. A 2000-es évektől többet dolgozott együtt női rendezőkkel, mint Jeanne Labrune, Noémie Lvovsky, Tonie Marshall, Josiane Balasko és Léa Fazer. 2005-ben Baye negyedik César-díját szerezte meg a Le petit lieteunant című filmért. A 2010-es években Baye a televíziós sorozatokban is megmutatkozott, 2022-ben a Downton Abbey-ből készült második filmben, a Downton Abbey: Egy új korszakban is felbukkant. 2016-ban az Alibi.com című vígjátékban szerepelt, amit a második részben az Alibi.com 2.-ben (2023) is megismételt.

## Filmográfia

### Film
| Év   | Magyar cím                           | Eredeti cím                        | Szerep                                                           | Magyar hang                                                          |
| ---- | ------------------------------------ | ---------------------------------- | ---------------------------------------------------------------- | -------------------------------------------------------------------- |
| 1972 |                                      | Faustine et le bel été             | Giselle                                                          |                                                                      |
| 1973 |                                      | Two People                         | ?                                                                |                                                                      |
| 1973 | Amerikai éjszaka                     | La nuit américaine                 | Joelle                                                           | Gaál Erzsébet                                                        |
| 1974 |                                      | La gueule ouverte                  | Nathalie                                                         |                                                                      |
| 1974 |                                      | La gifle                           | Christine                                                        |                                                                      |
| 1975 |                                      | Un jour, la fête                   | Julie                                                            |                                                                      |
| 1976 |                                      | Le plein de super                  | Charlotte                                                        |                                                                      |
| 1976 | Az utolsó nő                         | La dernière femme                  | a cseresznyés lány                                               | n.a                                                                  |
| 1976 | Nászút                               | Le voyage de noces                 | Sophie                                                           | n.a                                                                  |
| 1976 |                                      | Mado                               | Catherine                                                        |                                                                      |
| 1977 |                                      | La communion solennelle            | Jeanne Vanderberghe                                              |                                                                      |
| 1977 | A férfi, aki szerette a nőket        | L'homme qui aimait les femmes      | Martine Desdoits                                                 | Pap Vera                                                             |
| 1977 |                                      | Monsieur Papa                      | Janine Féral                                                     |                                                                      |
| 1978 |                                      | La chambre verte                   | Cecilia Mandel                                                   |                                                                      |
| 1978 |                                      | Mon premier amour                  | Fabienne                                                         |                                                                      |
| 1979 |                                      | La mémoire courte                  | Judith Mesnil                                                    |                                                                      |
| 1980 | Jobb ma egy nő, mint tegnap három    | Je vais craquer!!!                 | Brigitte Ozendron                                                | Egri Márta                                                           |
| 1980 | Egy hét vakáció                      | Une semaine de vacances            | Laurence Cuers                                                   | Für Anikó                                                            |
| 1980 |                                      | Sauve qui peut (la vie)            | Denise Rimbaud                                                   |                                                                      |
| 1980 | A vidéki lány                        | La provinciale                     | Christine Delumet                                                | Détár Enikő                                                          |
| 1981 |                                      | Beau-père                          | Charlotte                                                        |                                                                      |
| 1981 |                                      | L'ombre rouge                      | Anna                                                             |                                                                      |
| 1981 |                                      | Une étrange affaire                | Nina Coline                                                      |                                                                      |
| 1982 | Martin Guerre visszatér              | Le retour de Martin Guerre         | Bertrande de Rols                                                | Orosz Anna                                                           |
| 1982 | A besúgó                             | La balance                         | Nicole Danet                                                     | Dudás Eszter                                                         |
| 1983 |                                      | J'ai épousé une ombre              | Patricia Meyrand / Hélène Georges                                |                                                                      |
| 1984 | A mi történetünk                     | Notre histoire                     | Donatienne Pouget / Marie-Thérèse Chatelard / Geneviève Avranche | Gubás Gabi                                                           |
| 1984 | Jobb part, bal part                  | Rive droite, rive gauche           | Alexandra "Sacha" Vernakis                                       | 1. magyar változat: Győry Franciska 2. magyar változat: Györgyi Anna |
| 1985 |                                      | Détective                          | Françoise Chenal                                                 |                                                                      |
| 1985 |                                      | Le neveu de Beethoven              | Leonore                                                          |                                                                      |
| 1985 |                                      | Lune de miel                       | Cécile Carline                                                   |                                                                      |
| 1987 |                                      | De guerre lasse                    | Alice Mangin, Nathan özvegye                                     |                                                                      |
| 1988 |                                      | En toute innocence                 | Catherine                                                        |                                                                      |
| 1989 | Egy ember képmása                    | Gioco al massacro                  | Bella                                                            | n.a                                                                  |
| 1990 |                                      | C'est la vie                       | Lena Korski                                                      |                                                                      |
| 1990 | A nyomozóriporter                    | The Man Inside                     | Christine                                                        | Menszátor Magdolna                                                   |
| 1990 |                                      | Un week-end sur deux               | Camille Valmont                                                  |                                                                      |
| 1992 |                                      | La voix                            | Lorraine                                                         |                                                                      |
| 1994 |                                      | La machine                         | Marie Lacroix                                                    |                                                                      |
| 1996 |                                      | Enfants de salaud                  | Sophie                                                           |                                                                      |
| 1997 | A szerelem étke                      | Food of Love                       | Michèle                                                          | Kubik Anna                                                           |
| 1998 | Paparazzi                            | Paparazzi                          | Nicole                                                           | Zakariás Éva                                                         |
| 1998 |                                      | Si je t'aime, prends garde à toi   | Muriel                                                           |                                                                      |
| 1999 | Vénusz szépségszalon                 | Vénus beauté (institut)            | Angèle Piana                                                     | Kubik Anna                                                           |
| 1999 | Pornográf viszony                    | Une liaison pornographique         | a nő                                                             | Nagy-Kálózy Eszter                                                   |
| 2000 |                                      | Selon Matthieu                     | Claire                                                           |                                                                      |
| 2000 | Holnap egy új nap                    | Ça ira mieux demain                | Sophie                                                           | Andresz Kati                                                         |
| 2001 | Barnie apró bosszúságai              | Barnie et ses petites contrariétés | Lucie Barnich                                                    | Kovács Nóra                                                          |
| 2001 | Nőrültek                             | Absolument fabuleux                | Patricia                                                         | Kovács Nóra                                                          |
| 2002 | Kapj el, ha tudsz                    | Catch Me If You Can                | Paula Abagnale                                                   | Kovács Nóra                                                          |
| 2003 | A romlás virága                      | La fleur du mal                    | Anne / a feleség                                                 | 1. magyar változat: Kovács Nóra 2. magyar változat: Hámori Eszter    |
| 2003 |                                      | Les sentiments                     | Carole                                                           |                                                                      |
| 2003 |                                      | France Boutique                    | Sofia                                                            |                                                                      |
| 2004 | Vártam rád                           | Une vie à t'attendre               | Jeanne                                                           | Radó Denise                                                          |
| 2005 |                                      | L'un reste, l'autre part           | Fanny                                                            |                                                                      |
| 2005 |                                      | Le petit lieutenant                | Caroline "Caro" Vaudieu parancsnok                               |                                                                      |
| 2006 |                                      | La Californie                      | Maguy                                                            |                                                                      |
| 2006 | Hangya boy                           | The Ant Bully                      | a bölcs királynő hangja (francia szinkron)                       | Vándor Éva                                                           |
| 2006 | Kisfiam                              | Mon fils à moi                     | az anya                                                          | Fehér Anna                                                           |
| 2006 | Ne szólj senkinek                    | Ne le dis à personne               | Maitre Elysabeth Feldman                                         | Hirling Judit                                                        |
| 2007 | Michou története                     | Michou d'Auber                     | Gisèle                                                           | Kovács Nóra                                                          |
| 2007 |                                      | Le prix à payer                    | Odile Ménard                                                     |                                                                      |
| 2008 | Egy pasi, egy nő, sok lé meg egy BMW | Passe-passe                        | Irène Montier-Duval                                              | Bánsági Ildikó                                                       |
| 2008 |                                      | Les bureaux de Dieu                | Anne, családtervező tanácsadó                                    |                                                                      |
| 2008 |                                      | Cliente                            | Judith                                                           |                                                                      |
| 2009 |                                      | Visage                             | Nathalie                                                         |                                                                      |
| 2010 |                                      | Ensemble, c'est trop               | Marie-France                                                     |                                                                      |
| 2010 |                                      | Hitler à Hollywood                 | önmaga                                                           |                                                                      |
| 2010 | Mosás, vágás, ámítás                 | De vrais mensonges                 | Maddy Dandrieux                                                  | Szalay Krisztina                                                     |
| 2010 |                                      | Je n'ai rien oublié                | Elisabeth Senn                                                   |                                                                      |
| 2012 | Így is, úgy is Laurence              | Laurence Anyways                   | Julienne Alia                                                    | Vándor Éva                                                           |
| 2013 |                                      | Les reines du ring                 | Colette                                                          |                                                                      |
| 2014 |                                      | Lou! Journal infime                | nagymama                                                         |                                                                      |
| 2014 |                                      | L'affaire SK1                      | Maitre Frédérique Pons                                           |                                                                      |
| 2015 |                                      | La volante                         | Marie-France Ducret                                              |                                                                      |
| 2015 |                                      | Préjudice                          | az anya                                                          |                                                                      |
| 2016 |                                      | Juste la fin du monde              | az anya                                                          |                                                                      |
| 2016 |                                      | Moka                               | Marlène                                                          |                                                                      |
| 2016 | Alibi.com                            | Alibi.com                          | Madame Martin                                                    | Kovács Nóra                                                          |
| 2017 |                                      | Les gardiennes                     | Hortense Sandrail                                                |                                                                      |
| 2020 |                                      | Garçon chiffon                     | Bernadette Meyer                                                 |                                                                      |
| 2021 |                                      | Haute couture                      | Esther                                                           |                                                                      |
| 2021 |                                      | Lui                                | az anya                                                          |                                                                      |
| 2022 | Downton Abbey: Egy új korszak        | Downton Abbey: A New Era           | Madame de Montmirail                                             | Bánsági Ildikó                                                       |
| 2023 | Alibi.com 2.                         | Alibi.com 2                        | Marlène                                                          | Kovács Nóra                                                          |
| 2023 |                                      | La nuit du verre d'eau             | Hélène                                                           |                                                                      |

### Televízió
| Év        | Magyar cím                   | Eredeti cím                                         | Szerep                                | Megjegyzések |
| --------- | ---------------------------- | --------------------------------------------------- | ------------------------------------- | ------------ |
| 1970      |                              | Au théâtre ce soir                                  | Martine Legrand                       | 1 epizód     |
| 1973      |                              | L'inconnu                                           | ?                                     | tévéfilm     |
| 1975      |                              | Cinéma 16                                           | Fabienne Veyrier, a fiatal nő         | 1 epizód     |
| 1977      |                              | Les cinq dernières minutes                          | Gisèle                                | 1 epizód     |
| 1978      |                              | Sacré farceur                                       | Marianne                              | tévéfilm     |
| 1979      |                              | Madame Sourdis                                      | Adèle Morand-Sourdis                  | tévéfilm     |
| 1993      | És a zenekar játszik tovább… | And the Band Played On                              | Dr. Francoise Barre                   | tévéfilm     |
| 2002      |                              | L'enfant des Lumières                               | Diane                                 | 2 epizód     |
| 2008      |                              | Marie Octobre                                       | Marie-Hélène Dumoulin / Marie Octobre | tévéfilm     |
| 2010      |                              | Le grand restaurant                                 | vendég                                | 1 epizód     |
| 2011      |                              | Le collection - Écrire pour... 5 fois Nathalie Baye | Cécile / Nathalie / Véronique         | 5 epizód     |
| 2012      |                              | Les hommes de l'ombre                               | Anne Visage                           | 5 epizód     |
| 2015–2020 |                              | Dix pour cent                                       | Nathalie Baye                         | 2 epizód     |
| 2018      |                              | Nox                                                 | Catherine Susini                      | 6 epizód     |
| 2019      |                              | Criminal: France                                    | Caroline Solal                        | 1 epizód     |

## Fontosabb díjak és jelölések
| Cím                     | Esemény                           | Díj             | Kategória                        | Eredmény |
| ----------------------- | --------------------------------- | --------------- | -------------------------------- | -------- |
| Sauve qui peut (la vie) | 1981-es César-gála                | César-díj       | Legjobb mellékszereplő színésznő | Elnyerte |
| Egy hét vakáció         | 1981-es César-gála                | César-díj       | Legjobb színésznő                | Jelölve  |
| Une étrange affaire     | 1982-es César-gála                | César-díj       | Legjobb mellékszereplő színésznő | Elnyerte |
| A besúgó                | 1983-as César-gála                | César-díj       | Legjobb színésznő                | Elnyerte |
| J'ai épousé une ombre   | 1984-es César-gála                | César-díj       | Legjobb színésznő                | Jelölve  |
| Un week-end sur deux    | 1991-es César-gála                | César-díj       | Legjobb színésznő                | Jelölve  |
| Vénusz szépségszalon    | 2000-es César-gála                | César-díj       | Legjobb színésznő                | Jelölve  |
| Les sentiments          | 2004-es César-gála                | César-díj       | Legjobb színésznő                | Jelölve  |
| Le petit lieutenant     | 2006-os César-gála                | César-díj       | Legjobb színésznő                | Elnyerte |
| Juste la fin du monde   | 2017-es César-gála                | César-díj       | Legjobb mellékszereplő színésznő | Jelölve  |
| Pornográf viszony       | 1999-es Európai Filmdíj-gála      | Európai Filmdíj | Legjobb európai színésznő        | Jelölve  |
| Le petit lieutenant     | 2006-os Európai Filmdíj-gála      | Európai Filmdíj | Legjobb európai színésznő        | Jelölve  |
| Pornográf viszony       | Velencei Nemzetközi Filmfesztivál | Volpi Kupa      | Legjobb színésznő                | Elnyerte |